# Xiomara Guevara
Xiomara Guevara (ur. 25 sierpnia 1967) – wenezuelska zapaśniczka w stylu wolnym. Ośmiokrotna uczestniczka mistrzostw świata, złoty medal w 1992. Czwarta w 2000, piąta w 1991 i 1999. Czwarta w igrzyskach panamerykańskich w 2003. Zdobyła pięć medali mistrzostw panamerykańskich, srebro w 2000-2002 i 2005. Druga na igrzyskach Ameryki Środkowej i Karaibów w 2002. Mistrzyni igrzysk boliwaryjskich w 2001 roku.